# Logischer Raum
Logischer Raum ist ein von Ludwig Wittgenstein im Tractatus Logico-Philosophicus eingeführter Fachbegriff für das Strukturganze sämtlicher Sachverhalte. In Wittgensteins Terminologie beschreibt jeder Elementarsatz einen Sachverhalt, ein bestehender Sachverhalt gilt als Tatsache. Die Definition des logischen Raums als Inbegriff der Sachverhalte schließt nicht nur Tatsachen, sondern auch nicht bestehende (bloß-mögliche) Sachverhalte mit ein.

## Formale Rekonstruktionen
Es wurden verschiedene formale Rekonstruktionen der Logik bzw. Ontologie des Tractatus vorgeschlagen. So wurde versucht, den „logischen Raum“ als Paar aus einer Menge an Gegenständen und einer Menge nicht-komplementärer n-stelliger Prädikate aufzufassen, oder als Boolesche Algebra von Situationen. Darüber hinaus wird unter der Bezeichnung „logischer Raum“  auch in verschiedenen Logiksystemen ein formal definierter Begriff eingeführt, ohne dass damit beansprucht wird, eine Operationalisierung des Wittgenstein'schen Begriffes zu geben.

## Sellars
Wilfrid Sellars hat in Anknüpfung an Passagen des Tractatus von einem „logischen Raum der Gründe“ gesprochen, die Textnähe dieser Lesart ist allerdings umstritten. Dieser ist durch Relationen wie etwa Rechtfertigungsbeziehungen strukturiert, im Unterschied zur Gesamtheit empirischer Beschreibungen; wenn ein mentaler Zustand als „Wissen“ gekennzeichnet werde, werde dieser damit in diesen „Raum der Gründe“ eingeordnet.
An diese Redeweise knüpfen Robert Brandom und John McDowell an; hier wird dieser Term zu einem Zentralbegriff zur versuchsweisen Bestimmung von theoretischen Konzepten der Philosophie des Geistes wie dem der Intentionalität oder dem des Wissens.

## Zitate aus dem Tractatus
1.13 Die Tatsachen im logischen Raum sind die Welt.

3.4 Der Satz bestimmt einen Ort im logischen Raum. Die Existenz dieses logischen Ortes ist durch die Existenz der Bestandteile allein verbürgt, durch die Existenz des sinnvollen Satzes.

3.41 Das Satzzeichen und die logischen Koordinaten: Das ist der logische Ort.

3.42 Obwohl der Satz nur einen Ort des logischen Raumes bestimmen darf, so muss doch durch ihn schon der ganze logische Raum gegeben sein. (Sonst würden durch die Verneinung, die logische Summe, das logische Produkt etc. immer neue Elemente – in Koordinaten – eingeführt.) (Das logische Gerüst um das Bild herum bestimmt den logischen Raum. Der Satz durchgreift den ganzen logischen Raum.)

4.463 Die Wahrheitsbedingungen bestimmen den Spielraum, der den Tatsachen durch den Satz gelassen wird.
(Der Satz, das Bild, das Modell, sind im negativen Sinne wie ein fester Körper, der die Bewegungsfreiheit der anderen beschränkt; im positiven Sinne, wie der von fester Substanz begrenzte Raum, worin ein Körper Platz hat.)
Die Tautologie lässt der Wirklichkeit den ganzen – unendlichen – logischen Raum; die Kontradiktion erfüllt den ganzen logischen Raum und lässt der Wirklichkeit keinen Punkt. Keine von beiden kann daher die Wirklichkeit irgendwie bestimmen.